# جان إليس
جان إليس (بالإنجليزية: Jean Ellis)‏ هو متسلق الجبال أمريكي، ولد في 23 نوفمبر 1946، وتوفي في 15 مايو 2006 بسبب نوبة قلبية.